# Distretto elettorale federale 3 di Aguascalientes
Il distretto elettorale federale 3 di Aguascalientes (distrito electoral federal 3 de Aguascalientes) è uno dei 300 distretti elettorali nei quali è suddiviso il territorio del Messico in funzione delle elezioni alla Camera dei Deputati federali e uno dei tre distretti nello stato di Aguascalientes.
Si elegge un deputato alla bassa camera del Congresso per ogni periodo legislativo della durata di tre anni.

## Territorio del distretto
Nell'ambito del processo di riorganizzazione del 2005, il distretto è composto dalla parte occidentale della municipalità di Aguascalientes.
Il capoluogo del distretto (cabecera distrital), dove vengono raccolti e riuniti i risultati dei seggi elettorali individuali, è la città di Aguascalientes.
Tra il 1996 e il 2005 il distretto era costituito dalla parte meridionale della municipalità di Aguascalientes.

## Deputati eletti al Congresso da questo distretto
- Legislatura LVII (1997–2000): Fernando Gómez Esparza (PRI)
- Legislatura LVIII (2000–2003): José Luis Novales Arellano (PAN)
- Legislatura LIX (2003–2006): Jaime del Conde Ugarte (PAN)
- Legislatura LX (2006–2009): Alma Hilda Medina Macías (PAN)